# Egbert Hirschfelder
Egbert Hirschfelder (n. 13 iulie 1942, Berlin, Germania Nazistă – d. 31 mai 2022, Berlin, Germania) a fost un canotor german, medaliat olimpic. A participat la 2 ediții ale Jocurilor Olimpice (1964, 1968) în care a câștigat două medalii de aur.